# Rimberto de Hamburgo
Rimberto – nascido na Flandres em 830, falecido em Bremen em 888 – foi arcebispo de Hamburgo-Bremen de 865 até à sua morte em 888.. Acompanhou Ansgário na sua segunda viagem missionária à Suécia, e visitou, mais tarde, como arcebispo, a Suécia e a Dinamarca.
Sucedeu a Ansgário no cargo de arcebispo de Hamburgo-Bremen em 865. Escreveu a Vida de Ansgário por volta de 875, uma biografia de Ansgário de Hamburgo, baseada nos testemunho do próprio Ansgário e de Vitmar.